# Лендера тема (Лендера комбінація)
Те́ма Лендера — тема в шаховій композиції ортодоксального жанру. Суть теми — паралельний синтез тем Салазара і ле Гранд.

## Історія
Ізраїльський шаховий композитор Барух Лендер (09.01.1913 — 1994) вперше поєднав в паралельному синтезі дві споріднені теми в двофазному механізмі — 1) чергування функцій ходів однієї пари білих фігур: вступний хід і матуючий хід при ході однієї чорної фігури; 2) чергування функцій ходів другої пари білих фігур: загроза мату і матуючий хід при ході другої чорної фігури.
Ця ідея дістала назву — тема Лендера, в деяких виданнях ідея іменується як  — комбінація Лендера.
Алгоритм теми Лендера:
1. A? ~ 2. B #
1. ... a 2. C #
1. ... b 2. D #, 1. ... !
1. C! ~ 2. D #
1. ... a 2. A #
1. ... b 2. B #
|   | a | b | c | d | e | f | g | h |   |
| 8 | g8 чорний слон · h8 білий король · c7 білий кінь · g7 біла тура · a6 чорний пішак · f6 білий ферзь · c5 чорний пішак · f5 білий слон · c4 чорний король · d4 білий пішак · h4 білий пішак · a3 білий пішак · b3 чорний пішак · b2 чорний слон · c2 чорна тура · a1 білий слон · b1 чорна тура · c1 чорний кінь · d1 білий кінь | g8 чорний слон · h8 білий король · c7 білий кінь · g7 біла тура · a6 чорний пішак · f6 білий ферзь · c5 чорний пішак · f5 білий слон · c4 чорний король · d4 білий пішак · h4 білий пішак · a3 білий пішак · b3 чорний пішак · b2 чорний слон · c2 чорна тура · a1 білий слон · b1 чорна тура · c1 чорний кінь · d1 білий кінь | g8 чорний слон · h8 білий король · c7 білий кінь · g7 біла тура · a6 чорний пішак · f6 білий ферзь · c5 чорний пішак · f5 білий слон · c4 чорний король · d4 білий пішак · h4 білий пішак · a3 білий пішак · b3 чорний пішак · b2 чорний слон · c2 чорна тура · a1 білий слон · b1 чорна тура · c1 чорний кінь · d1 білий кінь | g8 чорний слон · h8 білий король · c7 білий кінь · g7 біла тура · a6 чорний пішак · f6 білий ферзь · c5 чорний пішак · f5 білий слон · c4 чорний король · d4 білий пішак · h4 білий пішак · a3 білий пішак · b3 чорний пішак · b2 чорний слон · c2 чорна тура · a1 білий слон · b1 чорна тура · c1 чорний кінь · d1 білий кінь | g8 чорний слон · h8 білий король · c7 білий кінь · g7 біла тура · a6 чорний пішак · f6 білий ферзь · c5 чорний пішак · f5 білий слон · c4 чорний король · d4 білий пішак · h4 білий пішак · a3 білий пішак · b3 чорний пішак · b2 чорний слон · c2 чорна тура · a1 білий слон · b1 чорна тура · c1 чорний кінь · d1 білий кінь | g8 чорний слон · h8 білий король · c7 білий кінь · g7 біла тура · a6 чорний пішак · f6 білий ферзь · c5 чорний пішак · f5 білий слон · c4 чорний король · d4 білий пішак · h4 білий пішак · a3 білий пішак · b3 чорний пішак · b2 чорний слон · c2 чорна тура · a1 білий слон · b1 чорна тура · c1 чорний кінь · d1 білий кінь | g8 чорний слон · h8 білий король · c7 білий кінь · g7 біла тура · a6 чорний пішак · f6 білий ферзь · c5 чорний пішак · f5 білий слон · c4 чорний король · d4 білий пішак · h4 білий пішак · a3 білий пішак · b3 чорний пішак · b2 чорний слон · c2 чорна тура · a1 білий слон · b1 чорна тура · c1 чорний кінь · d1 білий кінь | g8 чорний слон · h8 білий король · c7 білий кінь · g7 біла тура · a6 чорний пішак · f6 білий ферзь · c5 чорний пішак · f5 білий слон · c4 чорний король · d4 білий пішак · h4 білий пішак · a3 білий пішак · b3 чорний пішак · b2 чорний слон · c2 чорна тура · a1 білий слон · b1 чорна тура · c1 чорний кінь · d1 білий кінь | 8 |
| 7 | g8 чорний слон · h8 білий король · c7 білий кінь · g7 біла тура · a6 чорний пішак · f6 білий ферзь · c5 чорний пішак · f5 білий слон · c4 чорний король · d4 білий пішак · h4 білий пішак · a3 білий пішак · b3 чорний пішак · b2 чорний слон · c2 чорна тура · a1 білий слон · b1 чорна тура · c1 чорний кінь · d1 білий кінь | g8 чорний слон · h8 білий король · c7 білий кінь · g7 біла тура · a6 чорний пішак · f6 білий ферзь · c5 чорний пішак · f5 білий слон · c4 чорний король · d4 білий пішак · h4 білий пішак · a3 білий пішак · b3 чорний пішак · b2 чорний слон · c2 чорна тура · a1 білий слон · b1 чорна тура · c1 чорний кінь · d1 білий кінь | g8 чорний слон · h8 білий король · c7 білий кінь · g7 біла тура · a6 чорний пішак · f6 білий ферзь · c5 чорний пішак · f5 білий слон · c4 чорний король · d4 білий пішак · h4 білий пішак · a3 білий пішак · b3 чорний пішак · b2 чорний слон · c2 чорна тура · a1 білий слон · b1 чорна тура · c1 чорний кінь · d1 білий кінь | g8 чорний слон · h8 білий король · c7 білий кінь · g7 біла тура · a6 чорний пішак · f6 білий ферзь · c5 чорний пішак · f5 білий слон · c4 чорний король · d4 білий пішак · h4 білий пішак · a3 білий пішак · b3 чорний пішак · b2 чорний слон · c2 чорна тура · a1 білий слон · b1 чорна тура · c1 чорний кінь · d1 білий кінь | g8 чорний слон · h8 білий король · c7 білий кінь · g7 біла тура · a6 чорний пішак · f6 білий ферзь · c5 чорний пішак · f5 білий слон · c4 чорний король · d4 білий пішак · h4 білий пішак · a3 білий пішак · b3 чорний пішак · b2 чорний слон · c2 чорна тура · a1 білий слон · b1 чорна тура · c1 чорний кінь · d1 білий кінь | g8 чорний слон · h8 білий король · c7 білий кінь · g7 біла тура · a6 чорний пішак · f6 білий ферзь · c5 чорний пішак · f5 білий слон · c4 чорний король · d4 білий пішак · h4 білий пішак · a3 білий пішак · b3 чорний пішак · b2 чорний слон · c2 чорна тура · a1 білий слон · b1 чорна тура · c1 чорний кінь · d1 білий кінь | g8 чорний слон · h8 білий король · c7 білий кінь · g7 біла тура · a6 чорний пішак · f6 білий ферзь · c5 чорний пішак · f5 білий слон · c4 чорний король · d4 білий пішак · h4 білий пішак · a3 білий пішак · b3 чорний пішак · b2 чорний слон · c2 чорна тура · a1 білий слон · b1 чорна тура · c1 чорний кінь · d1 білий кінь | g8 чорний слон · h8 білий король · c7 білий кінь · g7 біла тура · a6 чорний пішак · f6 білий ферзь · c5 чорний пішак · f5 білий слон · c4 чорний король · d4 білий пішак · h4 білий пішак · a3 білий пішак · b3 чорний пішак · b2 чорний слон · c2 чорна тура · a1 білий слон · b1 чорна тура · c1 чорний кінь · d1 білий кінь | 7 |
| 6 | g8 чорний слон · h8 білий король · c7 білий кінь · g7 біла тура · a6 чорний пішак · f6 білий ферзь · c5 чорний пішак · f5 білий слон · c4 чорний король · d4 білий пішак · h4 білий пішак · a3 білий пішак · b3 чорний пішак · b2 чорний слон · c2 чорна тура · a1 білий слон · b1 чорна тура · c1 чорний кінь · d1 білий кінь | g8 чорний слон · h8 білий король · c7 білий кінь · g7 біла тура · a6 чорний пішак · f6 білий ферзь · c5 чорний пішак · f5 білий слон · c4 чорний король · d4 білий пішак · h4 білий пішак · a3 білий пішак · b3 чорний пішак · b2 чорний слон · c2 чорна тура · a1 білий слон · b1 чорна тура · c1 чорний кінь · d1 білий кінь | g8 чорний слон · h8 білий король · c7 білий кінь · g7 біла тура · a6 чорний пішак · f6 білий ферзь · c5 чорний пішак · f5 білий слон · c4 чорний король · d4 білий пішак · h4 білий пішак · a3 білий пішак · b3 чорний пішак · b2 чорний слон · c2 чорна тура · a1 білий слон · b1 чорна тура · c1 чорний кінь · d1 білий кінь | g8 чорний слон · h8 білий король · c7 білий кінь · g7 біла тура · a6 чорний пішак · f6 білий ферзь · c5 чорний пішак · f5 білий слон · c4 чорний король · d4 білий пішак · h4 білий пішак · a3 білий пішак · b3 чорний пішак · b2 чорний слон · c2 чорна тура · a1 білий слон · b1 чорна тура · c1 чорний кінь · d1 білий кінь | g8 чорний слон · h8 білий король · c7 білий кінь · g7 біла тура · a6 чорний пішак · f6 білий ферзь · c5 чорний пішак · f5 білий слон · c4 чорний король · d4 білий пішак · h4 білий пішак · a3 білий пішак · b3 чорний пішак · b2 чорний слон · c2 чорна тура · a1 білий слон · b1 чорна тура · c1 чорний кінь · d1 білий кінь | g8 чорний слон · h8 білий король · c7 білий кінь · g7 біла тура · a6 чорний пішак · f6 білий ферзь · c5 чорний пішак · f5 білий слон · c4 чорний король · d4 білий пішак · h4 білий пішак · a3 білий пішак · b3 чорний пішак · b2 чорний слон · c2 чорна тура · a1 білий слон · b1 чорна тура · c1 чорний кінь · d1 білий кінь | g8 чорний слон · h8 білий король · c7 білий кінь · g7 біла тура · a6 чорний пішак · f6 білий ферзь · c5 чорний пішак · f5 білий слон · c4 чорний король · d4 білий пішак · h4 білий пішак · a3 білий пішак · b3 чорний пішак · b2 чорний слон · c2 чорна тура · a1 білий слон · b1 чорна тура · c1 чорний кінь · d1 білий кінь | g8 чорний слон · h8 білий король · c7 білий кінь · g7 біла тура · a6 чорний пішак · f6 білий ферзь · c5 чорний пішак · f5 білий слон · c4 чорний король · d4 білий пішак · h4 білий пішак · a3 білий пішак · b3 чорний пішак · b2 чорний слон · c2 чорна тура · a1 білий слон · b1 чорна тура · c1 чорний кінь · d1 білий кінь | 6 |
| 5 | g8 чорний слон · h8 білий король · c7 білий кінь · g7 біла тура · a6 чорний пішак · f6 білий ферзь · c5 чорний пішак · f5 білий слон · c4 чорний король · d4 білий пішак · h4 білий пішак · a3 білий пішак · b3 чорний пішак · b2 чорний слон · c2 чорна тура · a1 білий слон · b1 чорна тура · c1 чорний кінь · d1 білий кінь | g8 чорний слон · h8 білий король · c7 білий кінь · g7 біла тура · a6 чорний пішак · f6 білий ферзь · c5 чорний пішак · f5 білий слон · c4 чорний король · d4 білий пішак · h4 білий пішак · a3 білий пішак · b3 чорний пішак · b2 чорний слон · c2 чорна тура · a1 білий слон · b1 чорна тура · c1 чорний кінь · d1 білий кінь | g8 чорний слон · h8 білий король · c7 білий кінь · g7 біла тура · a6 чорний пішак · f6 білий ферзь · c5 чорний пішак · f5 білий слон · c4 чорний король · d4 білий пішак · h4 білий пішак · a3 білий пішак · b3 чорний пішак · b2 чорний слон · c2 чорна тура · a1 білий слон · b1 чорна тура · c1 чорний кінь · d1 білий кінь | g8 чорний слон · h8 білий король · c7 білий кінь · g7 біла тура · a6 чорний пішак · f6 білий ферзь · c5 чорний пішак · f5 білий слон · c4 чорний король · d4 білий пішак · h4 білий пішак · a3 білий пішак · b3 чорний пішак · b2 чорний слон · c2 чорна тура · a1 білий слон · b1 чорна тура · c1 чорний кінь · d1 білий кінь | g8 чорний слон · h8 білий король · c7 білий кінь · g7 біла тура · a6 чорний пішак · f6 білий ферзь · c5 чорний пішак · f5 білий слон · c4 чорний король · d4 білий пішак · h4 білий пішак · a3 білий пішак · b3 чорний пішак · b2 чорний слон · c2 чорна тура · a1 білий слон · b1 чорна тура · c1 чорний кінь · d1 білий кінь | g8 чорний слон · h8 білий король · c7 білий кінь · g7 біла тура · a6 чорний пішак · f6 білий ферзь · c5 чорний пішак · f5 білий слон · c4 чорний король · d4 білий пішак · h4 білий пішак · a3 білий пішак · b3 чорний пішак · b2 чорний слон · c2 чорна тура · a1 білий слон · b1 чорна тура · c1 чорний кінь · d1 білий кінь | g8 чорний слон · h8 білий король · c7 білий кінь · g7 біла тура · a6 чорний пішак · f6 білий ферзь · c5 чорний пішак · f5 білий слон · c4 чорний король · d4 білий пішак · h4 білий пішак · a3 білий пішак · b3 чорний пішак · b2 чорний слон · c2 чорна тура · a1 білий слон · b1 чорна тура · c1 чорний кінь · d1 білий кінь | g8 чорний слон · h8 білий король · c7 білий кінь · g7 біла тура · a6 чорний пішак · f6 білий ферзь · c5 чорний пішак · f5 білий слон · c4 чорний король · d4 білий пішак · h4 білий пішак · a3 білий пішак · b3 чорний пішак · b2 чорний слон · c2 чорна тура · a1 білий слон · b1 чорна тура · c1 чорний кінь · d1 білий кінь | 5 |
| 4 | g8 чорний слон · h8 білий король · c7 білий кінь · g7 біла тура · a6 чорний пішак · f6 білий ферзь · c5 чорний пішак · f5 білий слон · c4 чорний король · d4 білий пішак · h4 білий пішак · a3 білий пішак · b3 чорний пішак · b2 чорний слон · c2 чорна тура · a1 білий слон · b1 чорна тура · c1 чорний кінь · d1 білий кінь | g8 чорний слон · h8 білий король · c7 білий кінь · g7 біла тура · a6 чорний пішак · f6 білий ферзь · c5 чорний пішак · f5 білий слон · c4 чорний король · d4 білий пішак · h4 білий пішак · a3 білий пішак · b3 чорний пішак · b2 чорний слон · c2 чорна тура · a1 білий слон · b1 чорна тура · c1 чорний кінь · d1 білий кінь | g8 чорний слон · h8 білий король · c7 білий кінь · g7 біла тура · a6 чорний пішак · f6 білий ферзь · c5 чорний пішак · f5 білий слон · c4 чорний король · d4 білий пішак · h4 білий пішак · a3 білий пішак · b3 чорний пішак · b2 чорний слон · c2 чорна тура · a1 білий слон · b1 чорна тура · c1 чорний кінь · d1 білий кінь | g8 чорний слон · h8 білий король · c7 білий кінь · g7 біла тура · a6 чорний пішак · f6 білий ферзь · c5 чорний пішак · f5 білий слон · c4 чорний король · d4 білий пішак · h4 білий пішак · a3 білий пішак · b3 чорний пішак · b2 чорний слон · c2 чорна тура · a1 білий слон · b1 чорна тура · c1 чорний кінь · d1 білий кінь | g8 чорний слон · h8 білий король · c7 білий кінь · g7 біла тура · a6 чорний пішак · f6 білий ферзь · c5 чорний пішак · f5 білий слон · c4 чорний король · d4 білий пішак · h4 білий пішак · a3 білий пішак · b3 чорний пішак · b2 чорний слон · c2 чорна тура · a1 білий слон · b1 чорна тура · c1 чорний кінь · d1 білий кінь | g8 чорний слон · h8 білий король · c7 білий кінь · g7 біла тура · a6 чорний пішак · f6 білий ферзь · c5 чорний пішак · f5 білий слон · c4 чорний король · d4 білий пішак · h4 білий пішак · a3 білий пішак · b3 чорний пішак · b2 чорний слон · c2 чорна тура · a1 білий слон · b1 чорна тура · c1 чорний кінь · d1 білий кінь | g8 чорний слон · h8 білий король · c7 білий кінь · g7 біла тура · a6 чорний пішак · f6 білий ферзь · c5 чорний пішак · f5 білий слон · c4 чорний король · d4 білий пішак · h4 білий пішак · a3 білий пішак · b3 чорний пішак · b2 чорний слон · c2 чорна тура · a1 білий слон · b1 чорна тура · c1 чорний кінь · d1 білий кінь | g8 чорний слон · h8 білий король · c7 білий кінь · g7 біла тура · a6 чорний пішак · f6 білий ферзь · c5 чорний пішак · f5 білий слон · c4 чорний король · d4 білий пішак · h4 білий пішак · a3 білий пішак · b3 чорний пішак · b2 чорний слон · c2 чорна тура · a1 білий слон · b1 чорна тура · c1 чорний кінь · d1 білий кінь | 4 |
| 3 | g8 чорний слон · h8 білий король · c7 білий кінь · g7 біла тура · a6 чорний пішак · f6 білий ферзь · c5 чорний пішак · f5 білий слон · c4 чорний король · d4 білий пішак · h4 білий пішак · a3 білий пішак · b3 чорний пішак · b2 чорний слон · c2 чорна тура · a1 білий слон · b1 чорна тура · c1 чорний кінь · d1 білий кінь | g8 чорний слон · h8 білий король · c7 білий кінь · g7 біла тура · a6 чорний пішак · f6 білий ферзь · c5 чорний пішак · f5 білий слон · c4 чорний король · d4 білий пішак · h4 білий пішак · a3 білий пішак · b3 чорний пішак · b2 чорний слон · c2 чорна тура · a1 білий слон · b1 чорна тура · c1 чорний кінь · d1 білий кінь | g8 чорний слон · h8 білий король · c7 білий кінь · g7 біла тура · a6 чорний пішак · f6 білий ферзь · c5 чорний пішак · f5 білий слон · c4 чорний король · d4 білий пішак · h4 білий пішак · a3 білий пішак · b3 чорний пішак · b2 чорний слон · c2 чорна тура · a1 білий слон · b1 чорна тура · c1 чорний кінь · d1 білий кінь | g8 чорний слон · h8 білий король · c7 білий кінь · g7 біла тура · a6 чорний пішак · f6 білий ферзь · c5 чорний пішак · f5 білий слон · c4 чорний король · d4 білий пішак · h4 білий пішак · a3 білий пішак · b3 чорний пішак · b2 чорний слон · c2 чорна тура · a1 білий слон · b1 чорна тура · c1 чорний кінь · d1 білий кінь | g8 чорний слон · h8 білий король · c7 білий кінь · g7 біла тура · a6 чорний пішак · f6 білий ферзь · c5 чорний пішак · f5 білий слон · c4 чорний король · d4 білий пішак · h4 білий пішак · a3 білий пішак · b3 чорний пішак · b2 чорний слон · c2 чорна тура · a1 білий слон · b1 чорна тура · c1 чорний кінь · d1 білий кінь | g8 чорний слон · h8 білий король · c7 білий кінь · g7 біла тура · a6 чорний пішак · f6 білий ферзь · c5 чорний пішак · f5 білий слон · c4 чорний король · d4 білий пішак · h4 білий пішак · a3 білий пішак · b3 чорний пішак · b2 чорний слон · c2 чорна тура · a1 білий слон · b1 чорна тура · c1 чорний кінь · d1 білий кінь | g8 чорний слон · h8 білий король · c7 білий кінь · g7 біла тура · a6 чорний пішак · f6 білий ферзь · c5 чорний пішак · f5 білий слон · c4 чорний король · d4 білий пішак · h4 білий пішак · a3 білий пішак · b3 чорний пішак · b2 чорний слон · c2 чорна тура · a1 білий слон · b1 чорна тура · c1 чорний кінь · d1 білий кінь | g8 чорний слон · h8 білий король · c7 білий кінь · g7 біла тура · a6 чорний пішак · f6 білий ферзь · c5 чорний пішак · f5 білий слон · c4 чорний король · d4 білий пішак · h4 білий пішак · a3 білий пішак · b3 чорний пішак · b2 чорний слон · c2 чорна тура · a1 білий слон · b1 чорна тура · c1 чорний кінь · d1 білий кінь | 3 |
| 2 | g8 чорний слон · h8 білий король · c7 білий кінь · g7 біла тура · a6 чорний пішак · f6 білий ферзь · c5 чорний пішак · f5 білий слон · c4 чорний король · d4 білий пішак · h4 білий пішак · a3 білий пішак · b3 чорний пішак · b2 чорний слон · c2 чорна тура · a1 білий слон · b1 чорна тура · c1 чорний кінь · d1 білий кінь | g8 чорний слон · h8 білий король · c7 білий кінь · g7 біла тура · a6 чорний пішак · f6 білий ферзь · c5 чорний пішак · f5 білий слон · c4 чорний король · d4 білий пішак · h4 білий пішак · a3 білий пішак · b3 чорний пішак · b2 чорний слон · c2 чорна тура · a1 білий слон · b1 чорна тура · c1 чорний кінь · d1 білий кінь | g8 чорний слон · h8 білий король · c7 білий кінь · g7 біла тура · a6 чорний пішак · f6 білий ферзь · c5 чорний пішак · f5 білий слон · c4 чорний король · d4 білий пішак · h4 білий пішак · a3 білий пішак · b3 чорний пішак · b2 чорний слон · c2 чорна тура · a1 білий слон · b1 чорна тура · c1 чорний кінь · d1 білий кінь | g8 чорний слон · h8 білий король · c7 білий кінь · g7 біла тура · a6 чорний пішак · f6 білий ферзь · c5 чорний пішак · f5 білий слон · c4 чорний король · d4 білий пішак · h4 білий пішак · a3 білий пішак · b3 чорний пішак · b2 чорний слон · c2 чорна тура · a1 білий слон · b1 чорна тура · c1 чорний кінь · d1 білий кінь | g8 чорний слон · h8 білий король · c7 білий кінь · g7 біла тура · a6 чорний пішак · f6 білий ферзь · c5 чорний пішак · f5 білий слон · c4 чорний король · d4 білий пішак · h4 білий пішак · a3 білий пішак · b3 чорний пішак · b2 чорний слон · c2 чорна тура · a1 білий слон · b1 чорна тура · c1 чорний кінь · d1 білий кінь | g8 чорний слон · h8 білий король · c7 білий кінь · g7 біла тура · a6 чорний пішак · f6 білий ферзь · c5 чорний пішак · f5 білий слон · c4 чорний король · d4 білий пішак · h4 білий пішак · a3 білий пішак · b3 чорний пішак · b2 чорний слон · c2 чорна тура · a1 білий слон · b1 чорна тура · c1 чорний кінь · d1 білий кінь | g8 чорний слон · h8 білий король · c7 білий кінь · g7 біла тура · a6 чорний пішак · f6 білий ферзь · c5 чорний пішак · f5 білий слон · c4 чорний король · d4 білий пішак · h4 білий пішак · a3 білий пішак · b3 чорний пішак · b2 чорний слон · c2 чорна тура · a1 білий слон · b1 чорна тура · c1 чорний кінь · d1 білий кінь | g8 чорний слон · h8 білий король · c7 білий кінь · g7 біла тура · a6 чорний пішак · f6 білий ферзь · c5 чорний пішак · f5 білий слон · c4 чорний король · d4 білий пішак · h4 білий пішак · a3 білий пішак · b3 чорний пішак · b2 чорний слон · c2 чорна тура · a1 білий слон · b1 чорна тура · c1 чорний кінь · d1 білий кінь | 2 |
| 1 | g8 чорний слон · h8 білий король · c7 білий кінь · g7 біла тура · a6 чорний пішак · f6 білий ферзь · c5 чорний пішак · f5 білий слон · c4 чорний король · d4 білий пішак · h4 білий пішак · a3 білий пішак · b3 чорний пішак · b2 чорний слон · c2 чорна тура · a1 білий слон · b1 чорна тура · c1 чорний кінь · d1 білий кінь | g8 чорний слон · h8 білий король · c7 білий кінь · g7 біла тура · a6 чорний пішак · f6 білий ферзь · c5 чорний пішак · f5 білий слон · c4 чорний король · d4 білий пішак · h4 білий пішак · a3 білий пішак · b3 чорний пішак · b2 чорний слон · c2 чорна тура · a1 білий слон · b1 чорна тура · c1 чорний кінь · d1 білий кінь | g8 чорний слон · h8 білий король · c7 білий кінь · g7 біла тура · a6 чорний пішак · f6 білий ферзь · c5 чорний пішак · f5 білий слон · c4 чорний король · d4 білий пішак · h4 білий пішак · a3 білий пішак · b3 чорний пішак · b2 чорний слон · c2 чорна тура · a1 білий слон · b1 чорна тура · c1 чорний кінь · d1 білий кінь | g8 чорний слон · h8 білий король · c7 білий кінь · g7 біла тура · a6 чорний пішак · f6 білий ферзь · c5 чорний пішак · f5 білий слон · c4 чорний король · d4 білий пішак · h4 білий пішак · a3 білий пішак · b3 чорний пішак · b2 чорний слон · c2 чорна тура · a1 білий слон · b1 чорна тура · c1 чорний кінь · d1 білий кінь | g8 чорний слон · h8 білий король · c7 білий кінь · g7 біла тура · a6 чорний пішак · f6 білий ферзь · c5 чорний пішак · f5 білий слон · c4 чорний король · d4 білий пішак · h4 білий пішак · a3 білий пішак · b3 чорний пішак · b2 чорний слон · c2 чорна тура · a1 білий слон · b1 чорна тура · c1 чорний кінь · d1 білий кінь | g8 чорний слон · h8 білий король · c7 білий кінь · g7 біла тура · a6 чорний пішак · f6 білий ферзь · c5 чорний пішак · f5 білий слон · c4 чорний король · d4 білий пішак · h4 білий пішак · a3 білий пішак · b3 чорний пішак · b2 чорний слон · c2 чорна тура · a1 білий слон · b1 чорна тура · c1 чорний кінь · d1 білий кінь | g8 чорний слон · h8 білий король · c7 білий кінь · g7 біла тура · a6 чорний пішак · f6 білий ферзь · c5 чорний пішак · f5 білий слон · c4 чорний король · d4 білий пішак · h4 білий пішак · a3 білий пішак · b3 чорний пішак · b2 чорний слон · c2 чорна тура · a1 білий слон · b1 чорна тура · c1 чорний кінь · d1 білий кінь | g8 чорний слон · h8 білий король · c7 білий кінь · g7 біла тура · a6 чорний пішак · f6 білий ферзь · c5 чорний пішак · f5 білий слон · c4 чорний король · d4 білий пішак · h4 білий пішак · a3 білий пішак · b3 чорний пішак · b2 чорний слон · c2 чорна тура · a1 білий слон · b1 чорна тура · c1 чорний кінь · d1 білий кінь | 1 |
|   | a | b | c | d | e | f | g | h |   |

FEN: 6bK/2N3R1/p4Q2/2p2B2/2kP3P/Pp6/1br5/BrnN4
1. d5? (A) ~ 2. Se3# (B)
1. ... Ba3 (a) 2. Rg4# (C)
1. ... Bd4 (b) 2. Qa6# (D)
1. ... Re2!
1. Rg4! (C) ~ 2. Qa6# (D)
1. ... Ba3 (a) 2. d5#   (A)
1. ... Bd4 (b) 2. Se3# (B)